# Wiesław Ochman
Wiesław Ochman, né le 6 février 1937 à Varsovie, est un chanteur d'opéra polonais (ténor).

## Biographie
Wiesław Ochman fait sa scolarité au lycée artistique de Bolków, puis à l'École technique de décoration céramique de Szczawno-Zdrój en Basse-Silésie avant d'achever en 1960 des études d'ingénieur spécialiste en céramique à l'École des mines et de la métallurgie de Cracovie (AGH). Pendant ses études, il chante également comme soliste dans la troupe de chant et de danse folkloriques de l'école (ZPiT AGH « Krakus » (pl)). Il prend des cours de chant auprès de Gustaw Serafin à Cracovie (1955–1959), puis de Maria Szłapak à Bytom (1960–1963). En 1960, il est engagé à l'Opéra de Silésie à Bytom, où il chante pendant trois saisons ; il continue ensuite en 1963 et 1964 à l'Opéra de Cracovie (pl) et de 1964 à 1970 à l'Opéra national de Varsovie (Teatr Wielki).
Sa carrière internationale commence en 1967 avec l'Opéra de Berlin, puis il se produit à Munich et à Hambourg. Il remporte également ses premiers succès dans les festivals de Glyndebourne et de Salzbourg. En 1972, il se produit à l'Opéra de Paris, puis à Chicago et à San Francisco. En 1975, il fait ses débuts au Metropolitan Opera de New York avec le rôle d'Henri dans les Vêpres siciliennes de Verdi.
Il chante en compagnie des plus grandes stars de l'opéra, notamment à La Scala de Milan (1982), à Barcelone, à Buenos Aires, à Madrid, à Moscou, à Rome, à Séville et à Vienne. Il participe à des festivals de musique, avec la participation, entre autres de l'Orchestre philharmonique de Vienne et de l'Orchestre philharmonique de Berlin, dirigés par Herbert von Karajan et Karl Böhm. Après 1999, Wiesław Ochman met également lui-même en scène à l'Opéra de Silésie à Bytom notamment Don Giovanni de Mozart, La Traviata de Verdi et Le Tsarévitch de Franz Lehár. Il chante également des oratorios. Il enregistre pour des maisons de disques telles que Deutsche Grammophon, Polydor, EMI, Decca, Supraphon et Muza. Dans les années 1970, il enregistre deux disques polonais avec des airs d'opéra et des airs d'opérette accompagné par l'Orchestre de la radio polonaise dirigé par Zdzisław Górzyński (pl).
Il est également actif dans le soutien à la culture et en finançant des bourses. Il a organisé des enchères de peintures au consulat de Pologne à New York, dont les revenus ont soutenu la culture de Częstochowa. Il a été lauréat du prix Witold-Hulewicz et du prix de la ville de Cracovie. Il est décoré de l'« ordre du sourire ».
Wiesław Ochman fait également de la peinture, principalement des paysages.